# Flotte d'Ethiopian Airlines
Pour les articles homonymes, voir Flotte (homonymie).
Cet article présente la flotte d'Ethiopian Airlines. La compagnie assure posséder « la flotte la plus jeune d'Afrique ».

## Flotte en opération.

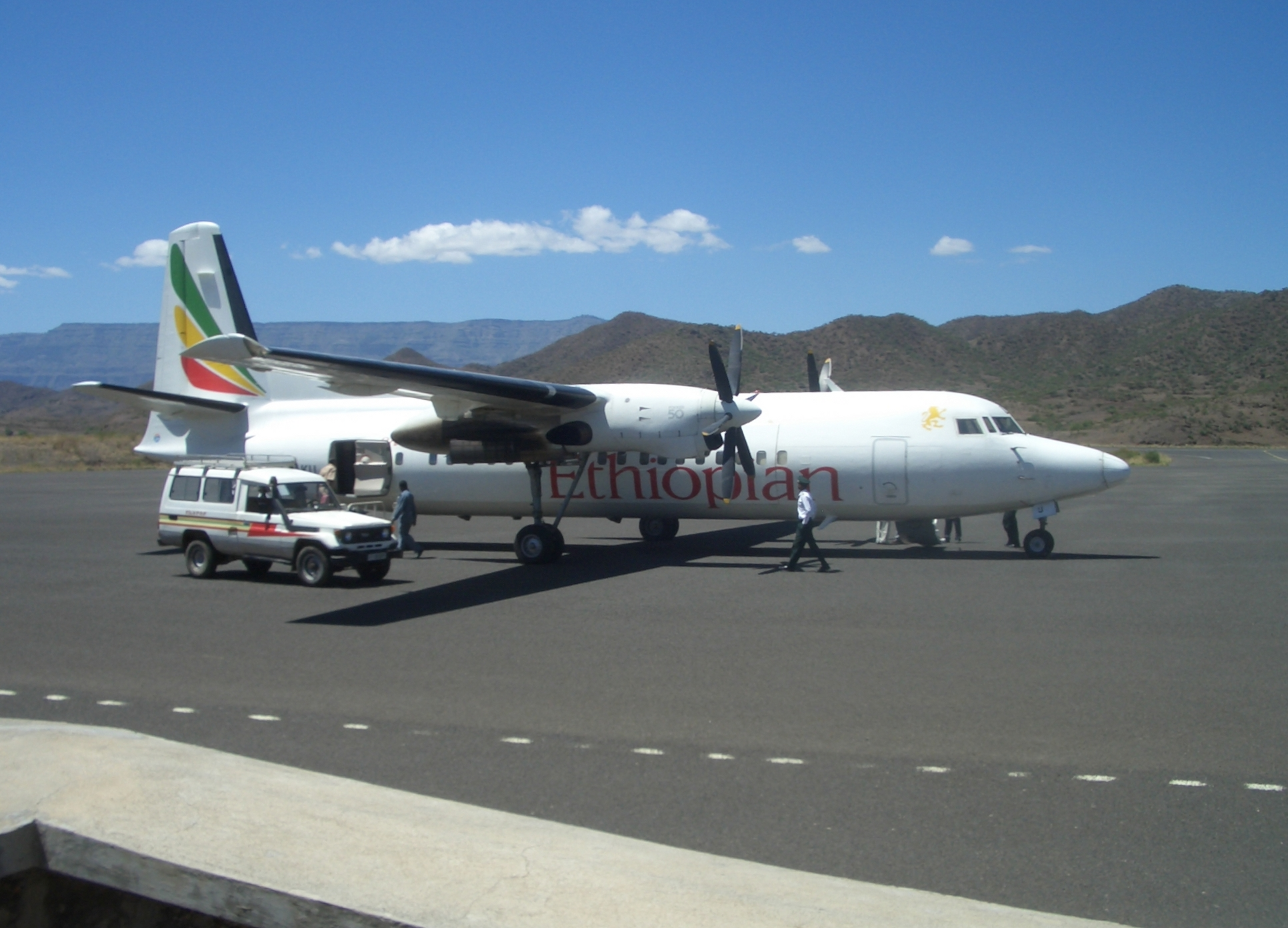
Un Ancien Fokker F50, avion destiné aux vols intérieurs.

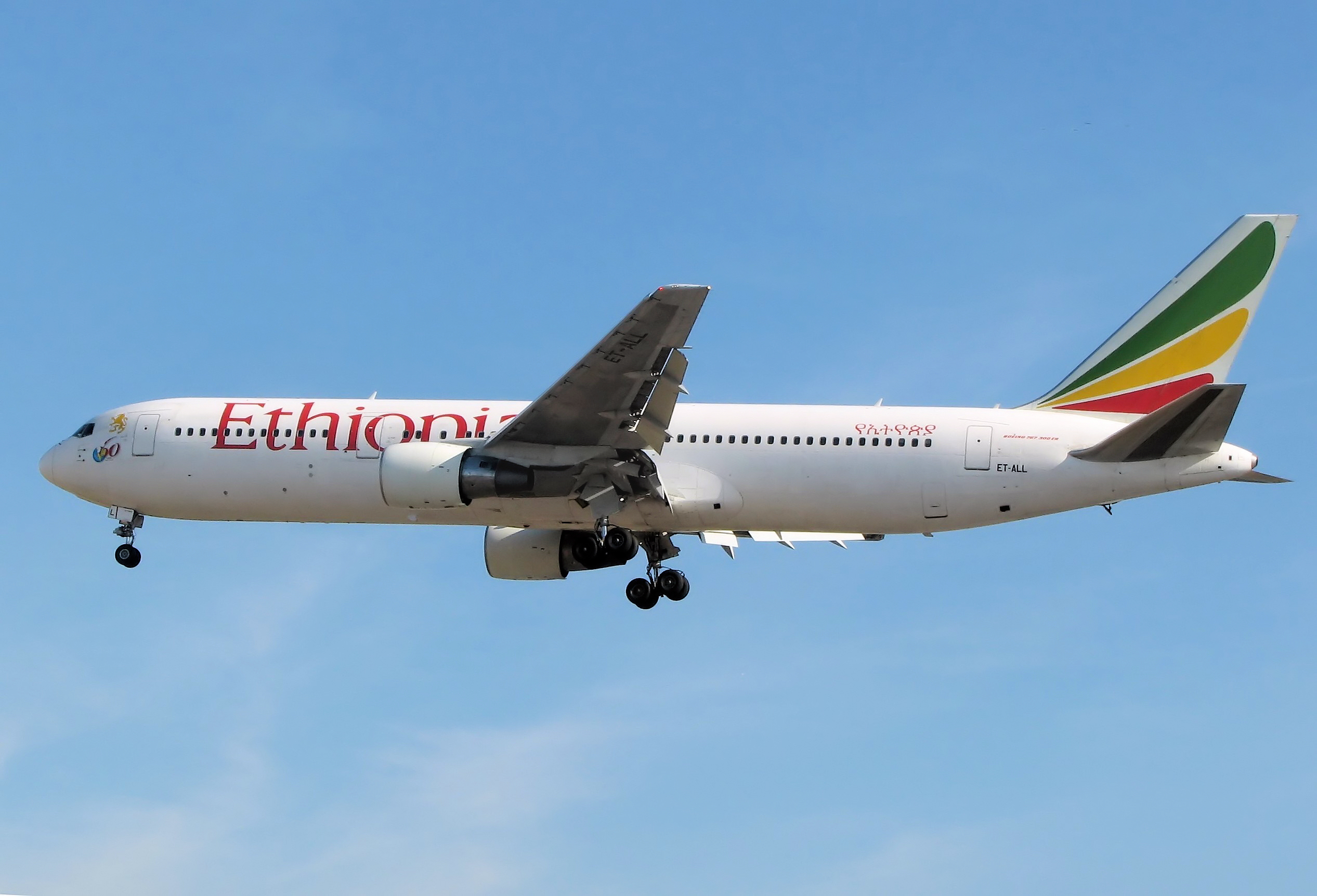
Un Boeing 767-300 d'Ethiopian Airlines.

En mars 2021, la flotte d'Ethiopian Airlines comprend 95 avions, essentiellement des Boeing, mais la compagnie a, pour la première fois de son histoire, passé commande de 14 Airbus A350-900 dont la livraison c'est fait à partir de  mai 2016 jusqu'en 2019.
En février 2025, la flotte d'Ethiopian Airlines compte 140 avions.
Flotte destinée au réseau intérieur
- 28  DHC-8

Moyen-courrier
- 3 Boeing 737-700NG
- 10 Boeing 737-800NG
- 18 Boeing 737 Max 8

Long-courrier
- 3 Boeing 767-300

- 6 Boeing 777-200LR
- 5 Boeing 777-300ER
- 18 Boeing 787-8
- 10 Boeing B787-9
- 20 Airbus A350-900XWB
- 3 Airbus A350-1000

Flotte cargo
- 11 Boeing 777-200LRF (cargo)

## Flotte en commande
En 2023, Ethiopian Airlines a commandé 11 Boeing 787 Dreamliner et de 20 Boeing 737 MAX.
Cette commande a été complétée en 2024 par 8 Boeing 777-9, avec la possibilité de commander jusqu'à 12 avions supplémentaires. Ethiopian Airlines devient le 1er client du Boeing 777X en Afrique,

## Avions destinés à la formation des pilotes
- Diamond DA40NG[7],
- Cesena 172[7]
- Simulateur de vol pour Q400, B737/B737 NG/B737 MAX, B757, B767 & B787[8].